# 울진소방서
울진소방서(蔚珍消防署, Uljin Fire Station)는 경상북도 울진군을 관할하는 경상북도 소방본부 산하의 소방서이다.
소방서장은 소방정으로 보한다.

## 조직
| - 소방행정과 - 소방행정팀 - 예산장비팀 | - 예방안전과 - 예방홍보팀 - 시설지도팀 | - 대응구조구급과 - 대응총괄팀 - 구조구급팀 - 대응1·2·3팀 |

## 관할센터 및 관할구역
울진소방서는 4개의 119안전센터와 1개의 구조구급센터를 산하에 두고 있다.
| 명칭                       | 사진 | 주소                   | 관할구역                 | 지역대                            |
| -------------------------- | ---- | ---------------------- | ------------------------ | --------------------------------- |
| 울진119안전센터            |      | 울진읍 울진북로 508    | 울진읍, 근남면, 금강송면 | 서면119지역대(폐쇄)               |
| 죽변119안전센터            |      | 죽변면 하죽로 1841     | 죽변면, 북면             | 북면119지역대                     |
| 후포119안전센터            |      | 후포면 실배길 28-1     | 후포면, 평해읍, 기성면   | 기성119지역대 평해119지역대(폐쇄) |
| 온정119안전센터            |      | 온정면 백암온천로 1315 | 온정면, 매화면           | 원남119지역대(폐쇄)               |
| 울진소방서 119구조구급센터 |      | 울진읍 울진북로 508    | 경상북도 울진군 일원     |                                   |

## 사건사고
- 동해안 산불

## 같이 보기
- 대한민국 소방청
- 대한민국의 소방
- 소방관 계급